# Dingiswayo
Dingiswayo (? - 1818) foi um célebre chefe do clã mtétua, que iniciou a unificação política dos clãs angunes, na região da África do Sul conhecida como Cuazulo-Natal.
Inicialmente chamado Godongwana ou Ngodongwa, não se sabe ao certo quando nasceu, nem quando assumiu o poder, mas deve ter sido nas últimas décadas do século XVIII ou primeira do século XIX. Dingiswayo encetou alianças com os outros chefes angunes, permitindo que eles continuassem no seu posto, mas com a obrigação de pagarem tributo em gado. Também estabeleceu alianças comerciais com os portugueses da Baía de Maputo, em Moçambique. Dingiswayo alicerçou o seu poder através da organização de um exército por grupos de jovens da mesma idade, tentando submeter outros chefes angunes. Um dos jovens recrutado por Dingiswayo foi Shaka Zulu, da tribo dos zulus. que chegou a comandante de uma das suas unidades militares.
Nesse movimento, alguns clãs afastaram-se, tendo-se iniciado, por exemplo, o povoamento de Essuatíni pelo clã angune dos suázis. Mas os anduandués resistiram e, ora atacavam Dingiswayo, ora eram por este atacados. Finalmente, em 1818, durante a Guerra Ndwandwe–Zulu, morre Dingiswayo e Shaka assume o poder, assimilando os mtétuas aos zulus e continuando a aniquilação dos anduandués.